# مأمون الرفاعي
مأمون رفاعي (18 تشرين الثاني 1958)؛ ممثل سوري من مواليد قرية المغارة في ادلب، تخرج من المعهد العالي للفنون المسرحية في سوريا في العام 1981، وأصبح عضوًا في نقابة الفنانين في نفس العام. قدّم العديد من الأعمال السينمائية والتلفزيونية، يعمل كمدبلج للأعمال الدرامية والأفلام السينمائية، بالإضافة لكونه مدبلج ومعدّ ومشرف فني لأعمال الأنمي والكرتون في مركز الزهرة.

## أعماله

### في المسرح
- سفره بلا سفر
- حكايا الملوك
- المدينة المليونيرة
- موت بائع جوال
- الفطور الطيبة

### في الإذاعة
العديد من الأعمال الإذاعية.

### في السينما
- تراب الغراب

### في التلفزيون
- احتمالات
- برج العدالة
- الدخيلة (1992)
- دواس الليل
- النهر سلطان
- دمشق يا بسمة الحزن
- التائب
- خلف الجدران (1994)
- خطوات الليل
- منزل مبارك
- الشريد (1992)
- الخشخاش (1992)
- حي المزار (1997): في دور «هاني»
- حضارة العرب «الجزء الثاني» (2010): في دور «الوزير»

#### في الدبلجة

##### في الدوبلاج
- بن 10 - ماكس تنيسون
- بن 10: سر الأومنتريكس - ماكس تنيسون
- مغامرات سوسان - عوصو
- مغامرات داي الشجاع
- أسرار المحيط - الدكتور مفيد
- سندريلا - زوري
- الماسة الزرقاء - القبطان عامر
- صقور الأرض - حمزة
- الرمية الملتهبة - الجد وكذلك الراوي
- في جعبتي حكاية
- مدرسة الكونغ فو
- إيكوسان
- البؤساء - جان فالجان
- سكوبي دو - والد فيلما
- دروب ريمي - العم فيتالس
- دراغون بول - الراوي
- دراغون بول زد - الراوي
- دراغون بول زد كاي - الراوي
- دراغون بول سوبر - الراوي
- دمتم سالمين - نصوح
- ساموراي جاك - جاك (نسخة مركز الزهرة)
- حكايات ما أحلاها - الراوي
- هزيم الرعد - شوزين
- أحلام تيمي
- دورايمون (2005)
- كوكوتاما - العجوز ريس
- موتورايز - «باندا»، «المخترع غريب» و«بلبول»

###### الإشراف الفني
- أبطال المدينة ج2
- أدغال الديجيتال
- أسرار الغابة
- أمنيات طفل
- أنا وأخواتي
- إل بي إكس
- البطل الذهبي
- إنيوشا
- البؤساء
- التنانين المرحة
- الثابتون
- الحديقة الحديقة
- المحقق كونان (جميع الأجزاء)
- القناص
- بابي لاند
- باتل بيدا مان
- باص المدرسة العجيب
- باكوغان
- بوكيمون
- بيدا بول
- بيدامان كروس فاير
- تل الأحلام
- توم سوير
- جزيرة الكنز
- جنود المحطة
- حماة الياقوت
- دراغون بول
- دراغون بول زد (كلا الجزأين)
- دراغون بول زد كاي
- دروب ريمي
- كوكوتاما

##### المسلسلات
- المختفي
- العشق الممنوع في دور «عدنان زياغيل»
- قيامة أرطغرل في دور «بهادير»
- وادي الذئاب (مسلسل) في دور «أصلان أقبي»

## أقواله
- «نحن نقدم للطفل من خلال تلك الشاشة الصغيرة التي تدخل إلى بيته دون إذن شيئًا يستفيد منه. نحن وقت ما ندخل للبيت، ونجعل الطفل يقلد تلك الشخصية الإيجابية بأفعالها وبأفكارها سنكون قد حققنا شيئًا جميلًا جدًا لهذا الطفل».[2]
- «رأيت على الإنترنت الناس يلومننا "لماذا أنتم تغيّرون[ا]؟"؛ لأننا لا نريد إلا أن ندخل إلى بيوتكم بالشيء الجميل، لا يمكننا أن ندخل بالشيء السيء».[2]

## الملاحظات والمراجع
ملاحظات
1. ↑  تحريف الأنمي وبرامج الكرتون

مراجع
1. ↑  "منصة (كن) أكاديمي". مؤرشف من الأصل في 2023-03-21.
2. 1 2  "مقابلة مع الفنان مأمون الرفاعي وعلي قاسم على قناة نور الشام". 27 كانون الثاني 2016. مؤرشف من الأصل في 2019-12-11. {{استشهاد ويب}}: تحقق من التاريخ في: |تاريخ= (مساعدة)

## وصلات خارجية
- مأمون الرفاعي على موقع قاعدة بيانات الأفلام العربية